# Halichoeres melanochir
Espèce
Synonymes
- Halichoeres amboinensis (non Bleeker, 1853)[2]

Statut de conservation UICN

 LC  : Préoccupation mineure
Halichoeres melanochir est une espèce de poissons osseux de petite taille de la famille des Labridae.

## Aire de répartition
Cette espèce se rencontre aux Philippines, à Taïwan, dans le Sud du Japon et du Sud jusqu'au Nord-Ouest de l'Australie et ce à une profondeur comprise entre 5 et 25 m.

## Description
Ce poisson peut atteindre une longueur totale de 18 cm.

## Statut de conservation
L'espèce ne fait face à aucune menace importante au-delà de la collecte occasionnelle pour des aquariums.

## Étymologie
Son nom spécifique, dérivé du grec ancien μέλανος, mélanos, « noir », et χείρ, kheír, « main », lui a été donné en référence à la large tache noire présente à la base de la nageoire pectorale.